# 부라타모리
부라타모리(ブラタモリ, Bura Tamori)는 일본 NHK의 지리·지형·지질 프로그램이다. 매주 토요일 오후 7시 30분부터 오후 8시 15분까지 방영된 탤런트 타모리가 NHK의 여자 아나운서와 함께 일본 전국의 토지를 어슬렁 어슬렁 걸으며 그 땅의 과정을 지질 학적 관점에서 끈 풀어 간다. 내레이션은 초난강이 맡는다.

## 진행자
- 타모리 일본의 배우
- 아사노 리카 NHK 아나운서

## 역대 진행자
- 쿠와코 마호 2015년 4월 11일 - 2016년 4월 2일
- 오미 유리에 2016년 4월 30일 ~ 2018년 3월 24일
- 하야시다 리사 2018년 4월 21일 ~ 2020년 3월 14일